# Jespersen og Pio
Jespersen og Pio a fost o editură daneză de carte, care a fost fondată la Copenhaga în 1865 de Edvard Jespersen (1831-1904). Fondatorul editurii se mutase în 1864 din Flensburg (unde lucrase ca librar) în capitala Danemarcei din cauza anexării orașului de către Regatul Prusiei în urma celui de-al Doilea Război Germano-Danez. Domeniile de interes ale editurii au fost ficțiunea tradusă și cărțile pentru copii.
Fiul lui Jespersen, Halfdan (1870-1952), a preluat în 1898 conducerea  editurii, care a fuzionat în 1928 cu V. Pios Forlag. După moartea lui Halfdan Jespersen, conducerea editurii a fost preluată de fiul său, Iver Jespersen (1904-1995), care a continuat activitatea. Editura Jespersen og Pio a fost achiziționată în 1985 de grupul editorial danez Lindhardt og Ringhof.